# 浒墅关站
浒墅关站，是位于中国江苏省苏州市虎丘区的一个铁路车站，距上海站96公里，位于苏州市区的西侧。车站属中国铁路上海局集团苏州直属站管辖，不办理客运业务，办理长三角货物快运列车的货运业务；车站设有通往江苏苏钢集团有限公司的专用线。

## 概况
车站建于1906年，建址于浒墅关镇以东1公里处。1937年在苏州被侵华日军占领后，因浒墅关站紧邻京杭大运河，水陆交通方便，车站成为日军运兵和转运后勤物资的重要节点。1939年6月24日新四军曾发起夜袭浒墅关战斗：击毙击伤日军警备队长以下20多人，烧毁营房2座，炸毁道轨100多米，中断沪宁线3天，鼓舞了当时的沦陷区人民的士气。1995年9月3日车站落成“夜袭浒墅关”纪念碑。
1959年12月，沪宁铁路苏州至浒墅关复线完工。1970年代车站搬迁至现址，离原址200米；2004年车站停办客运业务。